# 반곡초등학교 (원주시)
반곡초등학교는 대한민국 강원특별자치도 원주시에 있는 초등학교다.

## 학교 연혁
- 2005.06.02 학교 설립 인가
- 2008.03.01 개교 - 14학급 편성
- 2008.03.01 초대 교장 이강무 부임
- 2008.03.14 병설유치원 2학급 개원
- 2009.09.01 제2대 김성중 교장 부임
- 2011.09.01 제3대 김형배 교장 부임
- 2015.02.13 제7회 졸업식(졸업생 총 수 1267명)
- 2015.09.01 제4대 유대균 교장 부임
- 2016.03.01 44학금 편성(특수학급1, 병설유치원 3학급)